# Echinocereus engelmannii
Эхиноцереус Энгельмана (лат. Echinocereus engelmannii) — вид кактусов рода Эхиноцереус, обычно встречающийся в пустынных районах на юго-западе США и в прилегающих районах Мексики, включая штаты Калифорния, Невада, Юта, Аризона, Калифорния и Сонора.

## Ботаническое описание
Обычно растет кластерами, иногда до 20 и более цветоносов. Его ярко-розовые цветки распускаются в апреле в южных крайности в конце мая в северных районах. Цветки появляются на верхней части стебля (от трети до половины), воронковидной в формы, до 3,5 дюймов в длину с темно-зелеными рыльцами. Плоды очень колючие. Сначала они зеленые, но становятся розовыми и сухими при созревании. Спелые плоды имеют колючки, которые легко отделяются. Семена черные и около одной десятой дюйма в размере.
Стебли вначале цилиндрические и прямые у молодых растений, но позже основание стебля ложится на землю. Стебли обычно от 1,5 до 3,5 дюймов в диаметре и до 25 дюймов в высоту, и покрыты тяжелыми колючками. Растения имеют около 10 ребер, немного уплощённых и бугорчатых.
Цвет и размер колючек различаются. Радиальные колючки короче и игловидные, до 0,8 дюймов длиной, белые и собраны в аккуратную розетку. Центральный ряд колючек количеством от 2 до 7 — крепкие, обычно витые или угловые, до 3 дюймов в длину и изменчивой окраски: ярко-желтые, темно-коричневые, серые и белые.

## Название
Растение названо в честь Джорджа Энгельмана, — американского ботаника и миколога германского происхождения.

## Применение
Echinocereus engelmannii обычно используется как ландшафтное растение в его родной местности. В качестве горшочной культуры он требует хорошо аэрируемый песчаный субстрат, а также горячие и солнечные места летом. Зимой растение легко переносит легкий мороз и мокрую (при хорошем дренаже) почву. При культивации он обычно не цветет до момента, пока не разовьются 2—3 ветви.